# Incidente dell'Antonov An-12 di Silk Way Airlines del 2016
Il 18 maggio 2016, un Antonov An-12 cargo della Silk Way Airlines si è schiantato in seguito a un tentativo di decollo dall'aeroporto di Dwyer, nel sud dell'Afghanistan, in rotta verso l'aeroporto di Mary, in Turkmenistan. Sette dei nove membri dell'equipaggio a bordo sono rimasti uccisi nell'incidente, che è stato il secondo per la Silk Way in Afghanistan dopo l'incidente dell'Il-76 del 2011. Altri due sono stati portati in ospedale e curati per le ferite riportate.
Arif Mammadov, capo dell'Amministrazione statale dell'aviazione civile dell'Azerbaigian, ha dichiarato che l'aereo aveva subito l'incidente dopo aver urtato un ostacolo.
La Commissione d'inchiesta sugli incidenti dell'Azerbaigian inviò una squadra investigativa a Camp Dwyer per indagare sull'incidente.

## Aereo ed equipaggio
L'aereo coinvolto nell'incidente, registrato come 4K-AZ25, era un Antonov An-12 cargo, spinto da quattro motori turboelica Ivchenko AI-20M-6. Al momento dell'incidente, l'aereo aveva 53 anni essendo stato costruito nel 1963; era stato consegnato il 19 luglio dello stesso anno all'Aeronautica militare sovietica e dopo molteplici locazioni, nel settembre 2015, era diventato di proprietà della Silk Way Airlines.
Per l'aereo era previsto il ritiro definitivo dal servizio operativo e presumibilmente la rottamazione nell'ottobre 2016, 5 mesi dopo.
L'equipaggio era composto da un cittadino dell'Uzbekistan, 3 ucraini e 5 azeri. Il comandante era un uzbeko di 66 anni con 22 628 ore di volo totali, di cui 3 953 su An-12. Il primo ufficiale aveva 45 anni e 4 625 ore di volo totali, di cui 836 su An-12.

## L'incidente
L'equipaggio aveva programmato di volare da Baku (Azerbaigian) a Bagram (Afghanistan), Dwyer (Afghanistan), Mary (Turkmenistan) e poi di nuovo a Baku. Le tratte di volo fino all'aeroporto di Dwyer erano avvenute prive di inconvenienti.
Alle 13:11, l'equipaggio cominciò ad accendere i motori sul piazzale dell'aeroporto di Dwyer. Il motore n.2 fu l'ultimo ad essere acceso alle 13.47. Prima del decollo, il comandante assegnò i compiti all'interno dell'equipaggio, nominando il primo ufficiale come pilota ai comandi e lui stesso come pilota al monitoraggio degli strumenti. Dopo l'avvio dei motori, l'equipaggio iniziò il rullaggio per effettuare il decollo sulla pista 23.
Durante i preparativi per il decollo, alle 13:57:56, il meccanico di volo segnalò un aumento della MGT del motore n.3 oltre il livello accettabile: "Motore 3, guardate, temperatura del motore oltre i seicento, oltre i settecento", confermato dal primo ufficiale: "Sì, la temperatura sta aumentando", mentre il comandante chiedeva di fare più attenzione. Il decollo venne eseguito con i flap a 15. Durante la lettura della lista di controllo, il comandante ordinò di bloccare le eliche, a seguito di cui si registrò un leggero aumento dei valori di coppia sui motori n.1 e 4 e, dopo 17 secondi, anche sul motore n.2. Non ci sono prove che le eliche fossero state bloccate.
Alle 13:59:42, l'equipaggio iniziò la corsa. L'ATC aveva in precedenza comunicato all'equipaggio la direzione e la velocità del vento sulla pista: 280° 14 nodi (26 km/h) con raffiche di 26 nodi (48 km/h). Durante il decollo l'equipaggio aumentò la spinta prima sui motori 1 e 4 e poi sul motore 2 dopo 10 secondi. La spinta dei tre motori era di circa 50 kg/cmq secondo l'indicatore di coppia (inferiore alla modalità di decollo). Il terzo motore era ancora in funzione in modalità "ground idle", anche se il CVR non registrò alcuna chiamata dell'equipaggio relativa ai parametri di funzionamento del motore n.3. In base al sistema CCTV dell'aeroporto di Dwyer, la rullata di decollo era iniziata quasi dalla testata della pista ed era stata condotta a sinistra della linea centrale. Non furono registrate deviazioni significative durante la rullata. Tuttavia, il timone era stato deviato a sinistra in modo quasi estremo. Probabilmente i piloti stavano applicando anche un controllo differenziale sul motore n.2 per diminuire il momento di coppia a destra.
Alle 14:00:14, a circa 120 km/h IAS, si udì il segnale "Motore n.3 spinta negativa". In quel momento, l'aereo si trovava a circa 430 m dall'inizio della rullata di decollo. Alle 14:00:42, la spinta dei motori n.1 e n.4 venne aumentata fino a 63 kg/cmq come da indicatore di coppia (coerentemente con la modalità di decollo per le condizioni di volo effettive). In quel momento la IAS era di circa 150 km/h. La spinta del motore n.2 venne aumentata allo stesso valore solo 23 secondi dopo, a circa 200 km/h di IAS. In quel momento l'aereo si trovava a circa 840 m dalla fine della pista. Il motore n.3 era ancora in funzione in modalità ground idle. Circa 260 m prima del termine della pista, a una velocità di 220 km/h IAS (velocità massima raggiunta), è stato avviato l'input di muso verso l'alto sulla colonna di controllo. L'aereo non si alzò da terra. Dopo aver rollato lungo tutta la superficie pavimentata, l'An-12 oltrepassò la pista a una velocità di 220 km/h.
Mentre si muoveva al suolo, l'aereo subì danni significativi, che portarono a un incendio successivo all'incidente che distrusse la maggior parte delle strutture dell'aereo. Delle nove persone a bordo, sette morirono e due rimasero gravemente ferite e trasportate in ospedale.

## Le indagini
Il rapporto finale, pubblicato più di 6 anni dopo l'accaduto, riporta che l'incidente era stato causato dalla decisione dell'equipaggio di decollare con il motore n.3 in avaria, la cui elica non era stata messa in bandiera. Durante l'intera corsa di decollo, il motore n.3 era rimasto al minimo, per cui l'elica aveva creato una spinta negativa che era aumentata con l'aumentare della velocità, impedendo all'equipaggio di raggiungere la velocità di decollo.
L'equipaggio non aveva preso misure per fermare il decollo, il che portò l'aereo a superare la pista a una velocità di 220 km/h, alla sua distruzione e all'incendio.